# Roberta González
Pour les articles homonymes, voir González.
Roberta González (née dans le 14e arrondissement de Paris le 13 septembre 1909 et morte à Chauconin-Neufmontiers le 10 juillet 1976) est une artiste peintre et sculptrice française.

## Biographie
Roberta González est la fille unique du sculpteur Julio González (1876-1942)
Elle développe très tôt un talent artistique que son père encourage en lui disant : « tu seras peintre et tu réaliseras en tant que peintre ce que ni ton oncle, ni moi-même, ne sommes parvenus à exprimer en peinture. »[réf. nécessaire]
En 1927, elle suit les cours libres de l'Académie Colarossi à Paris, et fréquente les musées parisiens. Ses œuvres sont proches de celles de son père. Elle représente des maternités et des paysans, œuvres empreintes d'une grande mélancolie marquées par la guerre civile espagnole. En 1939, elle expose pour la première fois en compagnie de Hans Hartung qui doit faire face à de grandes difficultés matérielles, la maladie de sa femme, leur divorce, le retrait de son passeport par l'ambassade d'Allemagne, Hartung bénéficie de l'hospitalité d'Henri Goetz et travaille dans l'atelier du père de Roberta González, puis il s'inscrit sur la liste des volontaires contre l'hitlérisme en cas de guerre. Roberta González et Hans Hartung se marient la même année le 22 juillet. 
La Seconde Guerre mondiale éclatant, la famille fuit dans le Lot. Roberta González ne sera pas auprès de son père lorsque celui-ci meurt en  mars 1942 à Paris. Hartung est obligé de quitter le Lot en 1943 pour éviter la police nazie. Le couple se retrouvera après la guerre, Hartung ayant subi une amputation de la jambe droite à la suite d'une blessure de guerre.
Rentrée à Paris après la Libération, elle produit une série de portraits de femmes mélancoliques. Très marquée par les années de conflit et la disparition de son père, elle continue sa carrière en exposant en France et à l'étranger.
En 1952, Hans Hartung revoit pour la première fois Anna-Ève Bergman depuis leur divorce et ils renouent une relation, ce qui provoque les divorces de chacun avec leur époux respectifs en 1956. La même année, Roberta González connaît quelques ennuis de santé.
En 1971, Catherine Valogne lui a consacré une biographie (Roberta González, Paris, Editions Le Musée de Poche).

## Expositions et salons
- 1934 : Salon des indépendants.
- 1934-1951 : Salon des surindépendants.
- 1936 : musée du Jeu de Paume, exposition L'Art Espagnol à Paris.
- 1939 : galerie Henriette Gomez à Paris, avec le peintre allemand Hans Hartung, dessins et pastels.
- 1946 : galerie Reyman à Paris, Premier salon d'art catalan.
- 1946 : exposition à Prague, L'art de l'Espagne Républicaine, Artistes espagnols de l'École de Paris.
- 1948 : galerie Jeanne Bucher, du 15 avril au 1er mai 1948, avec  Lucy Citti Ferreira et Paul Cognasse.
- 1949 : grade exposition itinérante à travers l'Amérique du Sud et les États-Unis.
- 1951 : galerie Colette Allendy à Paris.
- 1954 : galerie Nina Dausset, 19, rue du Dragon.
- 1955 : Maison de la Pensée française à Paris, Hommage des artistes espagnols au poète Antonio Machado.
- 1956-1966 : elle expose pendant cette décennie de Prague à Tokyo, Francfort, Madrid, Oran, Turin et Munich.
- 1965 : galerie de France, Les Trois González.
- 1968 : première exposition de toute la famille González en Espagne, à Madrid et Barcelone.
- 1968 : Galerie de France (catalogue préfacé par Pierre Descargues), Ombres et lumières.

## Collections publiques
Espagne
- Valence, Institut valencien d'art moderne :
  - Chant sombre, huile sur toile, 60 × 180 cm ;
  - Sens obligatoire, huile sur toile, 130 × 163 cm.

France
- Antibes, Fondation Hans Hartung et Anna-Eva Bergman :
  - Angoisse, 1936, huile sur toile, 81 × 57 cm ;
  - Jeune fille pensive, huile sur toile, 61 × 38 cm.
- Paris, musée d'Art moderne de Paris :
  - Maternité, 1940, fer, 143 × 40 × 35-cm ;
  - Nu mélancolique, 1950, huile sur toile.
- Vence, Fondation Maeght.

Œuvres dans des musées Jakarta, Hambourg et Nantes.

## Récompenses
- 1949 : prix Hallemark.
- 1951 : prix de la Critique à Paris.

## Réception critique
- Charles Estienne écrit à son sujet : « Voici un art qui n'ambitionne que son silence et semble tout fermé et concentré sur une modestie, sur une fierté foncières […] Dans ce dialogue curieux entre la forme pure et la forme figurée, l'on découvre cette réponse de l'Art à la Nature, l'image qu'il s'en fait, et le don qu'il apporte. »[réf. nécessaire]
- Pierre Descargues en 1955 : « Je n'ai jamais compris pourquoi Roberta González n'était pas la plus célèbre de nos femmes peintres. Sa peinture, à la fois plaisante de grande qualité, se tient en marge du mouvement artistique actuel […] Ses femmes, ses oiseaux, son dessin, ses couleurs sont parmi les meilleurs choses de la peinture indépendante d'aujourd'hui. »[réf. nécessaire]